# 어아미수앙
어아미수앙(민난어 백화자: ô-á mī-sòaⁿ, 한자: 蚵仔麵線, 병음: ézǐ miànxiàn 어쯔몐셴[*])은 대만 국수 요리이다. 가는 밀국수인 미수앙을 육수에 끓인 다음 데친 굴을 얹어 먹는 음식이며, 굴 대신 돼지곱창을 쓰기도 하며, 이때는 뚜아뜽미수앙(민난어: tōa-tn̂g mī-sòaⁿ, 중국어 정체자: 大腸麵線, 병음: dàcháng miànxiàn 다창몐셴[*], 한자음: 대장면선)이라 부른다.

## 이름
민난어 "어아(ô-á, 蚵仔)"는 "굴"을 뜻하며, 민난어 "미수앙(mī-sòaⁿ, 麵線)"은 가는 밀국수를 가리키는 말이다.
"미수앙(mī-sòaⁿ, 麵線)"은 표준 중국어 발음인 "몐셴(麵線, miànxiàn)"으로도 부를 수 있으나, "어아(ô-á/蚵仔)"는 중국어 낱말이 아니라, 표준 중국어 발음인 "커쯔(kèzǐ)"가 아닌 민난어 발음을 빌려온 "어쯔(ézǐ)"로 읽는다. 중국어로 굴은 "무리(牡蠣, mǔlì)"라 부른다.

## 만들기
굴은 녹말을 묻힌 다음 끓는 물에 데쳐서 찬물에 담가 놨다 쓴다. 감자 녹말, 고구마 녹말, 카사바 녹말 등을 쓸 수 있다.
밑국물은 마른 오징어, 가쓰오부시 등으로 내며 닭육수를 쓰기도 한다. 닭가루도 흔히 쓰인다. 노추간장, 굴소스, 설탕, 소금 등을 넣어 간을 맞추고 색깔을 내며, 삶은 미수앙을 넣고 녹말물을 풀어 걸쭉하게 한다.
국수에 데쳐둔 굴을 넣고, 유라자오(고추기름장), 마늘기름장, 흑식초, 고수 등을 얹어 먹는다.

## 같이 보기
- 어아찌안